# گوردون کیو

 گوردون کیو  (به انگلیسی: Gordon Kew) (زاده ۴ ژوئن ۱۹۳۰ - درگذشته ۲۳ اوت ۲۰۱۸) داور سابق اهل انگلستان بود. وی داوری را از دهه ۱۹۶۰ شروع کرده و از سال ۱۹۷۴ تا ۱۹۷۷ میلادی در لیست داوران فیفا قرار داشته‌است.